# Liste der Stolpersteine in Nuthetal

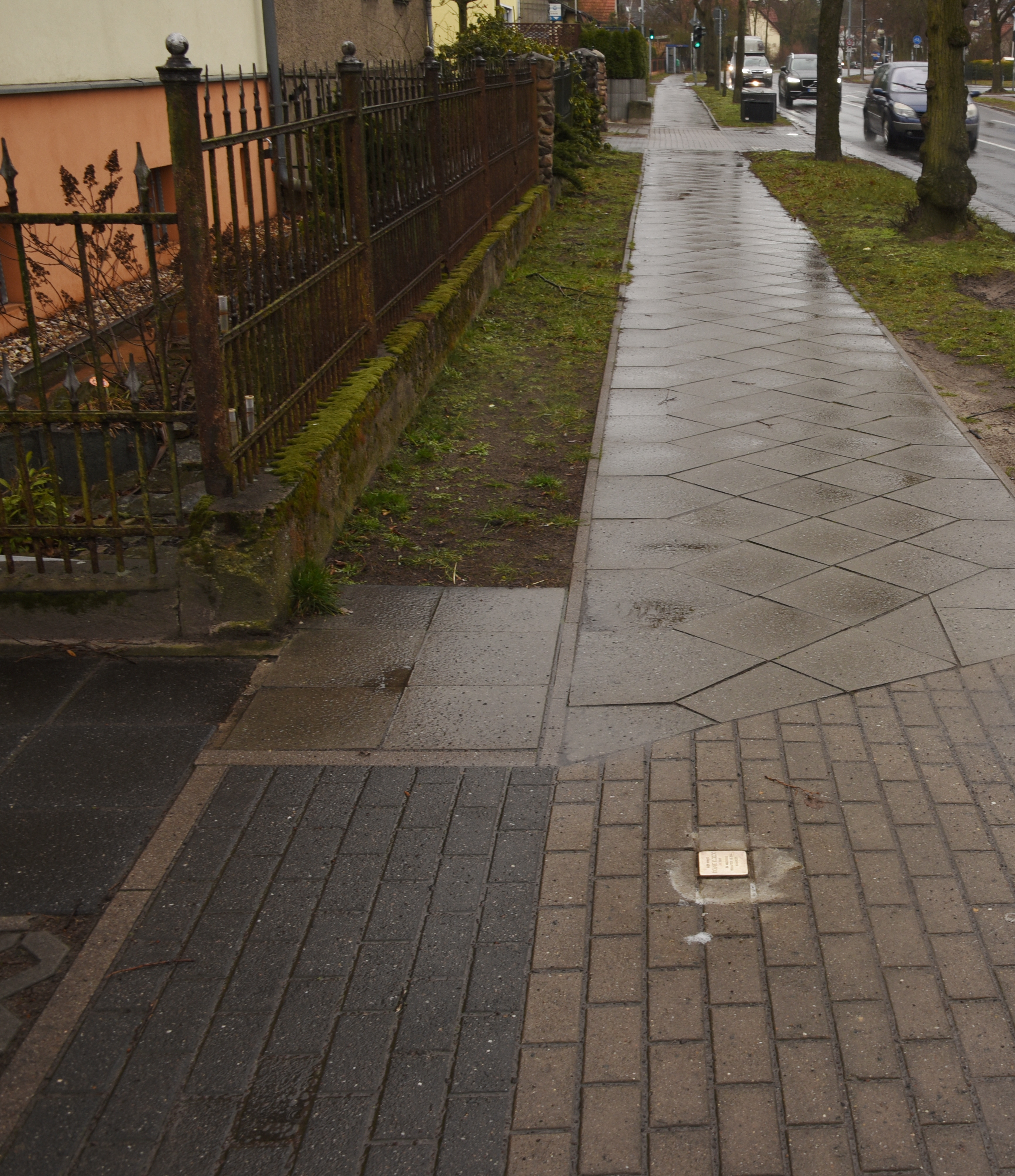
Stolperstein in Nuthetal

In der Liste der Stolpersteine in Nuthetal werden die vorhandenen Gedenksteine aufgeführt, die im Rahmen des Projektes Stolpersteine des Künstlers Gunter Demnig bisher in Nuthetal verlegt worden sind. Stolpersteine werden in weiten Teilen Europas verlegt. Sie erinnern an das Schicksal der Menschen, die von den Nationalsozialisten ermordet, deportiert, vertrieben oder in den Suizid getrieben wurden. Sie liegen im Regelfall vor dem letzten selbstgewählten Wohnsitz des Opfers.
Der erste Stolperstein von Nuthetal wurde am 3. Juli 2008 vom Künstler persönlich verlegt.

## Stolpersteine
In Nuthetal wurden drei Stolpersteine an drei Anschriften verlegt.
| Stolperstein | Inschrift                                                                                            | Verlegeort                                    | Name, Leben |
| ------------ | --- | --------------------------------------------- | --- |
|              | HIER WOHNTE MARGARETE BEYER GEB. LOEWENFELD JG. 1893 DEPORTIERT 1943 AUSCHWITZ BEFREIT TOT 12.4.1945 | Rehbrücke, Jean-Paul-Straße 22                | Margarete Beyer geb. Loewenfeld war die Ehefrau des deutschen Kunstschriftstellers Oskar Beyer. Sie wurde 1893 in Berlin geboren. Ihre Eltern waren der Staatsrechtler Willy Loewenfeld und dessen Frau Klara. Margarete und Oskar Beyer hatten drei Kinder: Ralph Alexander (1921–2008), Frank-Michael (1928–2008) und Renate-Anita (verh. Henry). Die Familie lebte vorerst auf einer Insel nahe Potsdam, von 1927 bis 1931 in Dresden, dann in einer Lebens- und Werkgemeinschaft mit dem Kunstmaler Bernhard Hopp auf dem Darß in Vorpommern. Am 1. Juli 1933 emigrierte die Familie nach Kreta und erkundete von dort Palästina mit der Absicht sich dort niederzulassen. Erkrankungen an Typhus und Malaria und die Selbsteinschätzung zur Landarbeit nicht befähigt zu sein, führte dazu, dass sie wieder abreisten. Sie übersiedelten 1935 in die Schweiz, bekommen aber kein Bleiberecht, da Margarete Beyer sich in einer "privilegierten Ehe" mit dem "Deutschen" Oskar Beyer befand. Sie gingen weiter nach Liechtenstein. Der ältere Sohn ging nach England, die anderen Familienmitglieder kehrten 1937 nach Deutschland zurück. Margarete Beyer war in der NS-Diktion eine „evangelische Volljüdin“, die – weil mit einem sogenannten „Arier“ verheiratet und weil sie gemeinsame Kinder hatten – in „priviligierter Ehe“ nach den Nürnberger Gesetzen lebte. Die Familie wohnte in der Folge in Berlin-Spandau, Potsdam-Babelsberg und Rehbrücke. Die Mischehe schützte sie allerdings nur bedingt, denn sie wurde am 3. Dezember 1943 wegen Nichtbenutzung des vorgeschriebenen Vornamens Sara inhaftiert. Sie hatte einen Mietvertrag ohne den seit 1939 gültigen Zwangsvornamen „Sara“ unterzeichnet und war vom Vermieter denunziert worden. Margarete Beyer wurde nach Auschwitz deportiert, konnte noch die Befreiung des Lagers Ende Januar 1945 erleben, starb aber am 12. April 1945 an den Folgen der KZ-Haft. Die Kinder konnten die Shoah überleben. Ralph Alexander Beyer, der nach den NS-Jahren in England geblieben war, wurde Schriftschnitzer und Bildhauer, Frank Michael Beyer Komponist. Renate-Anita Beyer ging im Dezember 1947 nach England und heiratete einen Mann namens Henry. Die bekannte Kinderpsychoanalytikerin Margaret Lowenfeld war eine Cousine von Margarete Beyer. Das Haus Jean-Paul-Straße 22 steht nicht mehr, es fiel im April 1945 einem Bombenangriff zum Opfer. Zur Verlegung des Stolpersteines kam die Tochter aus London angereist. |
|              | HIER WOHNTE ALICE BLOCH JG. 1898 DEPORTIERT 1943 AUSCHWITZ ERMORDET 20.11.1943                       | Rehbrücke, Jean-Paul-Straße 18                | Alice Bloch verh. Bönicke wurde am 25. Juli 1898 in Forst in der Lausitz geboren. Ihre Eltern waren Max Bloch und Paula geb. Wygodzinski. Sie studierte an der Königlichen Kunstschule zu Berlin, wurde Innenarchitektin und Kunstgewerblerin und lernte während des Studiums ihren späteren Mann kennen, Gerhard Bönicke. 1929 richteten die beiden ein gemeinsames Atelier in Rehbrücke ein und heirateten. Ihr Haus wurde nach eigenen Entwürfen erbaut. Es wurde zu einem Treffpunkt von Künstlern und Intellektuellen. 1935 wurde der gemeinsame Sohn geboren, Jan-Michael Bönicke. Sie selbst war jüdischer Abstammung, der Ehemann hingegen war sogenannter „Arier“. Aufgrund dieser Mischehe waren Mutter und Sohn anfangs relativ geschützt. Die Lebensbedingungen waren jedoch dramatisch, weil die Eheleute 1935 aus der Reichskammer der bildenden Künste ausgeschlossen wurden, ein Jahr später auch aus der Reichsschrifttumskammer. Die Familie lebte unter der ständigen Angst auseinandergerissen zu werden. Alice Bönicke Anfang der 1940er Jahre verhaftet, nachdem sie von einer NS-Frauenschaftsführerin bei der Gestapo denunziert worden war, weil sie auf einem Arbeitsamtspapier den Zwangsvornamen „Sara“ nicht angeführt hatte. Dies führte zur Deportation in das Vernichtungslager Auschwitz. Alice Bloch wurde dort am 20. November 1943 ermordet. In Bergholz-Rehbrücke wurde 1953 eine Straße nach ihr benannt. Ihr Sohn verarbeitete die Tagebücher und die Lebensgeschichte seiner Mutter in Buchform. Er starb im Oktober 2004. |
|              | HIER WOHNTE RICHARD KUCKUCK JG. 1895 IM WIDERSTAND VERHAFTET 9.5.1944 ERMORDET                       | Bergholz-Rehbrücke, Arthur-Scheunert-Allee 70 | Richard Kuckuck wurde am 5. Juni 1895 in Bergholz-Rehbrücke geboren. Sein Vater war der Zimmermann Gottfried Kuckuck und dessen Ehefrau Karoline. Er besuchte die Dorfschule und wurde danach ebenfalls Zimmermann. Auf Grund seiner Rachitis war er schmächtig und nur 1,60 Meter groß. Kuckuck konnte dennoch den Wehrdienst im Ersten Weltkrieg überleben. Er blieb Pferdepfleger in Potsdamer Regiment und dann auf Wanderschaft. 1925 kehre er nach Hause zurück und zog bei seinem Vater wieder ein, gleich darauf schloss er sich dem Kommunistischen Jugendverband Deutschlands, Ortsverband Nowawes, und auch der KPD an. Richard Kuckuck engagierte sich führend an der Gründung des Roten Frontkämpferbundes (RFB) 1924 in Nowawes und 1925 in Bergholz-Rehbrücke. Wenig später gründete er eine Schalmeiengruppe für die politische Agitation auf dem Lande. 1933, nach der Machtergreifung Hitlers und der NSDAP, wurde er verhaftet, verhört und misshandelt. Er soll ein Jahr lang ohne Anklage inhaftiert gewesen sein. In den 1940er Jahren dienstverpflichtet in der Babelsberger Rüstungsfirma Friesicke & Höpfner, einem Spezialwerk für Flugfunktechnik, kam er Kontakt mit Deutschen sowie Zwangs- und Fremdarbeitern, die aktiv im Widerstand tätig waren. Sie druckten Argumentationsmaterial und fälschten Pässe. Kuckuck schloss sich ihnen an. Am 9. Mai 1944 wurde er von der Gestapo verhaftet. A, 21. Juni 1944 verurteilte ihn das Berliner Kammergericht in Potsdam wegen „Beihilfe zum Hochverrat und Feindbegünstigung“ zu drei Jahren Zuchthaus und Ehrverlust. Er wurde in das Arbeitslager Griebow verschleppt. Wann und wo er ums Leben gebracht wurde, ist nicht nachgewiesen. Mit hoher Wahrscheinlichkeit hat Richard Kuckuck den Transport in das Konzentrationslager Buchenwald nicht überlebt, hier verliert sich seine Spur. In Bergholz-Rehbrücke wurde 1955 eine Straße nach ihm benannt. |

## Verlegungen
- 3. Juli 2008: Jean-Paul-Straße 18
- 9. März 2009: Arthur-Scheunert-Allee 70, Jean-Paul-Straße 22